# Remecioara
Remecioara – wieś w Rumunii, w okręgu Marmarosz, w gminie Remetea Chioarului. W 2011 roku liczyła 251 mieszkańców.